# 아우토반 17호선

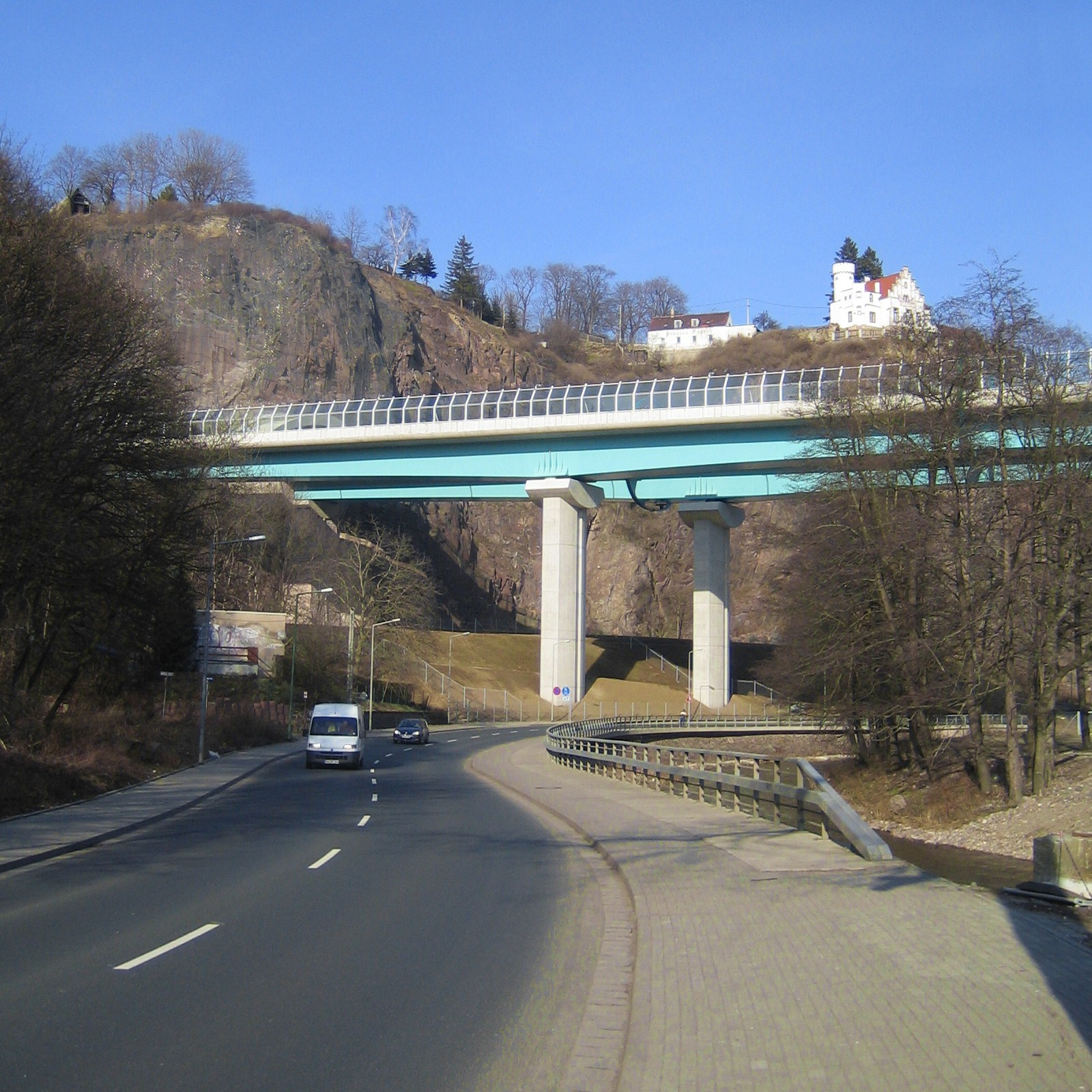
드레스덴 남쪽의 바이센리츠밸리 근처를 통과하고 있는 아우토반 17호선의 모습.

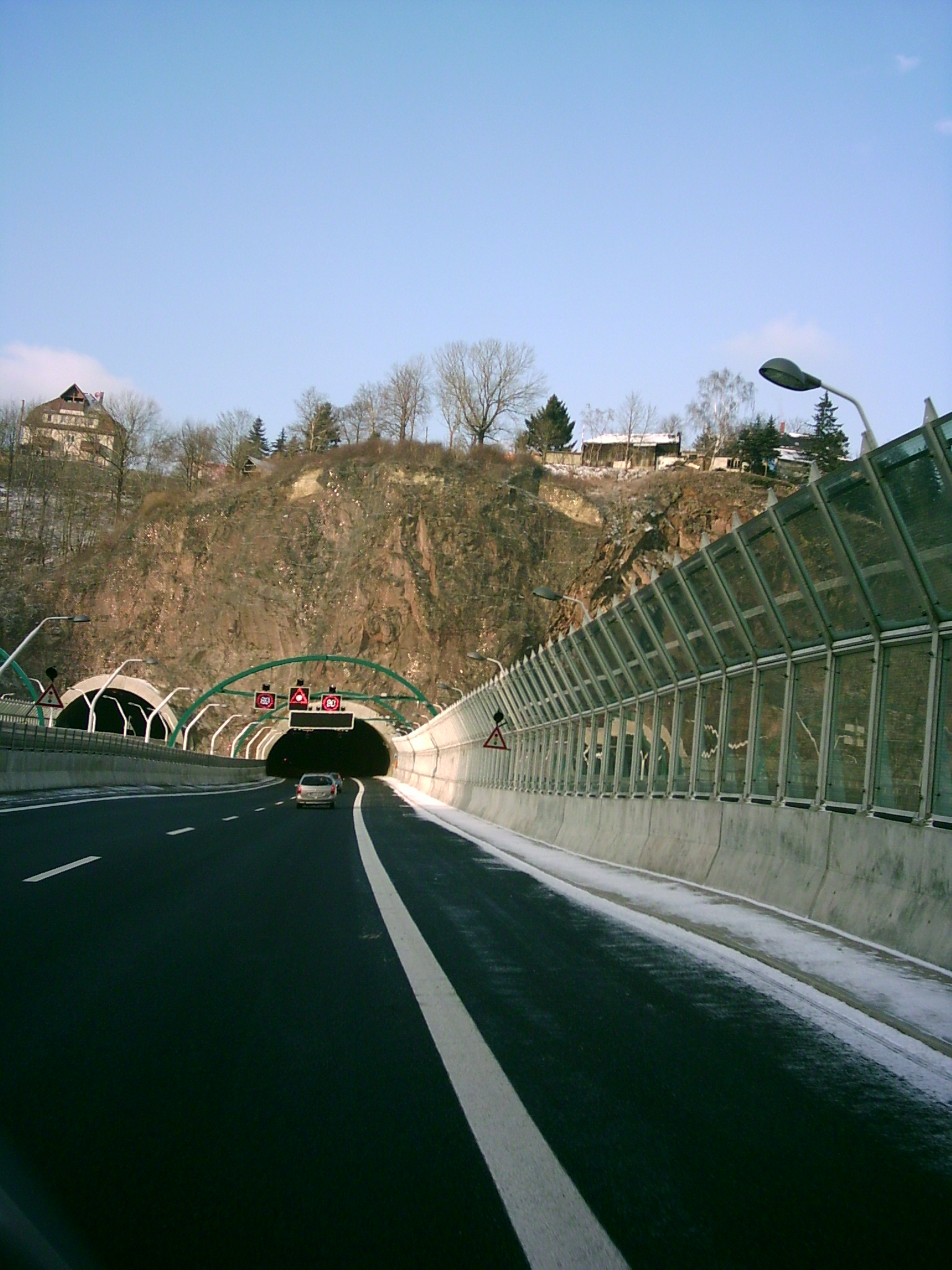
바이센리츠 계곡을 통과하고 있는 터널과 교량이 서로 조합되는 모습.

아우토반 17호선(독일어: Bundesautobahn 17, BAB 17, A17)은 드레스덴과 체코의 국경선을 이어주는 아우토반으로, 총 연장은 44.75km이다. 그러나 이 고속도로는 체코의 국경을 넘어오면 D8 고속도로와도 연결되어 프라하까지 이어주지만, 1998년부터 건설되었던 것으로 보인다. 그리고 처음 개통된 시기는 2001년이었고, 최종적으로 개통되었던 것은 2006년이다.

## 비고
1990년대 중후반부터 주변의 사회단체 또는 시민단체 등을 중심으로 아우토반의 건설을 항의 및 반대하게 되는 집회를 열었던 이력이 있다. 이유를 보면 재산권을 행사할 수 없는 등 아우토반 건설단과 주민, 사회단체, 환경단체 등과의 갈등이 커져서 건립에 난항을 겪은 적이 있다. 따라서 사업화하기에는 애로사항이 매우 컸던 도로였다.